# Maraaya
Maraaya — словенский дуэт, образованный в 2014 году. Название группы является комбинацией имён участников. Одни из немногих словенских исполнителей, у которых есть официальный VEVO-канал на YouTube. В сентябре 2017 года дуэт подписал контракт с лейблом Warner Music.
В 2015 году группа представляла Словению на «Евровидении-2015» с песней «Here for You» и заняла четырнадцатое место.

## Карьера
Дуэт, в состав которого вошла семейная пара — Raay (настоящее имя Алеш Вовк, родился 7 июля 1984 года) и Марьетка Вовк (родилась 19 июля 1984 года), был образован в 2014 году. До этого супруги были участниками турбо-фолк коллектива «Turbo Angels». Свой дебютный сингл «Lovin' Me» Maraaya выпустили в 2014 году. Песня вошла в музыкальные чарты Словении, Италии и Польши.
В 2015 году группа выиграла национальный отбор и удостоилась чести представлять Словению на «Евровидении-2015» с песней «Here for You». В полуфинале конкурса дуэт занял пятое место, набрав 92 балла. В финале группа финишировала на четырнадцатом месте с 39 баллами. Песня попала в чарты Словении, Австрии, Словакии, Бельгии, Швеции и Финляндии.
Последующие синглы группы «Living Again», «Nothing Left for Me», «It’s Complicated», «Diamond Duck» попали в музыкальный чарт Словении, но международного успеха не добились.

## Дискография

### Синглы
| Название                       | Год  | Позиции в чартах | Позиции в чартах | Позиции в чартах | Позиции в чартах | Позиции в чартах | Позиции в чартах | Позиции в чартах |
| Название                       | Год  | Словения         | Австрия          | Словакия         | Италия           | Бельгия          | Швеция           | Финляндия        |
| ------------------------------ | ---- | ---------------- | ---------------- | ---------------- | ---------------- | ---------------- | ---------------- | ---------------- |
| «Lovin' Me»                    | 2014 | 13               | —                | —                | 52               | 83               | —                | —                |
| «Here for You»                 | 2015 | 1                | 23               | 24               | —                | 48               | 10               | 18               |
| «Living Again»                 | 2015 | 12               | —                | —                | —                | —                | —                | —                |
| «Nothing Left for Me»          | 2016 | 18               | —                | —                | —                | —                | —                | —                |
| «It’s Complicated» (feat. BQL) | 2017 | 9                | —                | —                | —                | —                | —                | —                |
| «Diamond Duck»                 | 2017 | 1                | —                | —                | —                | —                | —                | —                |